# الکس کورتل
الکس کورتل (انگلیسی: Álex Cortell؛ زادهٔ ۸ نوامبر ۱۹۹۰) بازیکن فوتبال اهل اسپانیا است.
از باشگاه‌هایی که در آن بازی کرده‌است می‌توان به باشگاه فوتبال سابادل اشاره کرد.